# Irina von Wiese
Irina Stephanie Von Wiese und Kaiserswaldau est une femme politique britannique.
En 2019, elle est élue députée européenne du parti des Libéraux-démocrates et désignée vice-présidente de la sous-commission des droits de l'Homme du Parlement européen.

## Biographie
Irina von Wiese vient d’une famille d’ancienne noblesse d’origine silésienne, les Von Wiese und Kaiserswaldau. Elle est une des petites-filles de Leopold von Wiese. Sa grand-mère, Nathalie Garetzeloff, troisième épouse de Leopold von Wieses, est originaire de Géorgie et est arrivée en 1923 en tant que réfugiée à Weimar.
Von Wiese a la double citoyenneté allemande et britannique. Elle a grandi à Cologne. Elle détient une Maîtrise en administration publique de l'Université Harvard.